# Ісаак Грюнбаум
Ісаак Грюнбаум (івр. יצחק גרינבוים, англ. Yitzhak Gruenbaum, пол. Izaak Grünbaum, 27 листопада 1879, Варшава, Царство Польське — 7 вересня 1970, Ган Шмуель, Ізраїль) — один з лідерів сіоністського руху Польщі, письменник, перший Міністр внутрішніх справ Ізраїлю.

## Дитинство і юність
Іцхак Грінбойм народився 27 листопада 1879 у Варшаві, в родині відомого діяча руху Хаскали. В 1881 сім'я переїхала в Плонськ, де Грінбойм отримав початкову освіту в хедері і гімназії. Після закінчення гімназії Грінбойм повернувся до Варшави і вступив на юридичний факультет Варшавського університету.

## Журналістська робота і початок політичної діяльності
Журналістської роботою Грінбойм став займатися ще будучи студентом, в 1901. Він багато писав на івриті, російській. їдиші і польському. У своїх статтях він дотримувався ідей сіоністського течії «Служіння сучасності», ідейним натхненником якого був Мартін Бубер. Прихильники цих ідей дотримувалися думки, що тільки з поверненням на Святу землю може бути вирішена єврейська національна проблема. але разом з тим, вони вважали, що треба приділяти увагу і розвиткові єврейської діаспори. Вони дотримувалися думки, що необхідно зміцнювати соціальний і економічний статус євреїв, що живуть в розсіянні, щоб дозволити їм переселення в Палестину. Грінбойм так само був, разом з Зєєв Жаботинський одним із співавторів «Хелсігфорского плану», програми сіоністського руху по боротьбі за рівні права для всіх національних меншин. Грінбойм брав участь у всіх сіоністських конгресах, послідовно відстоюючи права світського єврейство і борючись за статус мови ідиш в сіоністських установах.

## У польському Сеймі
В 1919 Грінбойм стає депутатом польського сейму. В рамках парламентської роботи Грінбойм брав участь у роботі Конституційної комісії, став одним з розробників конституції Польської Республіки. В 1922 він створив у сеймі «блок національних меншин», який об'єднує росіян, українців, німців, євреїв та інші національні меншини Польщі. Блок ставив за мету протистояти програмі поділу Польщі на виборчі округи, так як поділ планувалося таким чином, щоб нейтралізувати електоральний потенціал нацменшин. Під керівництвом Грінбойма єврейські партії змогли добитися безпрецедентного успіху — отримати 35 парламентських місць у сеймі. В 1927 рік Грінбойм вирішив бойкотувати представників партії релігійних ортодоксів «Агудат Ісраель» і як наслідок, жоден з представників цієї партії не пройшов до сейму. У відповідь на це в 1930 партія «Агудат Ісраель» виставила своїм кандидатом в тому ж виборчому окрузі, в якому балотувався Грінбойм, популярного серед місцевих євреїв рабина Аарона Левіна. І Іцхак Грінбойм програв на виборах, поступившись своїм місцем Левіну.

## Сіоністська діяльність
Грінбойм був одним із засновників об'єднання «Тарбут» (Культура), що займається розвитком світської єврейської культури та освіти серед євреїв діаспори. Він так само був главою представництва єврейської громади Ізраїлю в Польщі, і главою Фонду Розвитку Ізраїлю (קרן קיימת לישראל) в этой стране.

## У Палестині
В 1925 у Грінбойм вперше відвідав Палестину. В 1933 рік у, на вісімнадцятому сіоністському конгресі про був обраний до складу сіоністського керівництва. У тому ж році переїхав жити з Польщі в Палестину. З цього часу і до 1948 рік а займав різні керівні пости в Єврейському Агентстві і в Сіоністському Профспілці. Він так само очолював «Інститут Бялика», що займається збереженням та поширенням єврейської культурної спадщини.

## Утворення Держави Ізраїль
У квітні 1948 року, напередодні утворення Держави Ізраїль, Грінбойм був обраний до складу Народного правління "(מנהלת העם), і отримав посаду першого Міністра внутрішніх справ Ізраїлю. На цій посаді Грінбойм організував підготовку проведення перших виборів в Кнесет, на яких балотувався на чолі власного списку «списку Іцхака Грінбойма». Але список не зміг подолати електоральний бар'єр.

## Після виходу з уряду
Після поразки на виборах Іцхак Грінбойм переїхав в Ган Шмуель, кібуц, членом якого був його син. Тут він займався редакторською та видавничою діяльністю. Серед підготовлених ним до видання книг, такі як «Енциклопедія діаспори», «Сіоністський рух і його розвиток» і багато інших.
Помер у 1970 році.